# 白薷
白薷（学名：Rubus doyonensis）是蔷薇科悬钩子属的植物，是中国的特有植物。分布在中国大陆的云南等地，生长于海拔2,400米至3,200米的地区，常生长在生亚热带地区的沟边杂木林中，目前尚未由人工引种栽培。